# Marjan Šarec
Marjan Šarec (Lubiana, 2 dicembre 1977) è un comico, imitatore e politico sloveno.
Si è candidato alle elezioni presidenziali slovene del 2017, ottenendo circa il 24,9% delle preferenze. Il risultato gli ha consentito di accedere al ballottaggio contro il presidente uscente Borut Pahor.
Dopo essere entrato all'Assemblea nazionale, il 17 agosto 2018 è stato eletto Primo ministro della Slovenia.
Il 1º giugno 2022, dopo la formazione del Governo Golob, diviene Ministro della Difesa, succedendo a Matej Tonin. Resta in tale posizione fino al 16 luglio 2024, quando, in seguito alle elezioni europee, risulta eletto europarlamentare.

## Biografia
Dopo aver terminato gli studi superiori nel 1996, Šarec si è diplomato nel 2001 come attore all'Accademia di teatro, radio, cinema e televisione dell'Università di Lubiana. Negli anni successivi lavorò nella televisione nazionale slovena, partecipando al programma radiofonico Radio Ga-Ga condotto da Sašo Hribar e al programma televisivo Hri-bar, come comico e satirico politico. Durante questo periodo, interpretò il suo famoso personaggio teatrale Ivan Serpentinšek, un contadino brontolone dell'Alta Carniola. Ha anche imitato diversi personaggi famosi, tra cui l'ex presidente della Slovenia Janez Drnovšek, Karel Erjavec, Osama bin Laden, Fidel Castro, Anton Rop, Jelko Kacin, Janez Janša, Andrej Bajuk, e molti altri. Ha lavorato anche come giornalista e montatore.

## Carriera politica

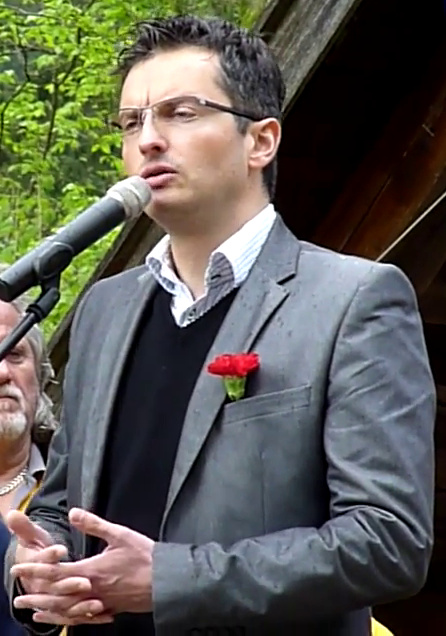
Marjan Šarec nel 2014

Nelle elezioni comunali del 2010, Šarec si candidò alla carica di sindaco di Kamnik, città della Slovenia Centrale. Caso raro tra i personaggi dello spettacolo sloveni che hanno cercato di entrare nella politica nazionale o locale, Šarec ebbe successo. Dopo essere stato membro del partito Slovenia Positiva di Zoran Janković, alle successive elezioni locali del 2014 Šarec si candidò con una propria lista civica, venendo rieletto subito al primo turno con quasi due terzi dei voti. Dopo essere diventato un politico eletto, Šarec ha smesso di interpretare i suoi personaggi comico-satirici e si è impegnato pienamente nel lavoro di sindaco.
Nel maggio 2017, Šarec ha annunciato che si sarebbe candidato alle elezioni presidenziali del 22 ottobre. Nonostante che i media ricordassero la sua carriera di attore, Šarec dichiarò di essere assolutamente serio sulla propria candidatura, poiché "la funzione del presidente dovrebbe essere trattata come una funzione seria". Criticando il presidente in carica Borut Pahor per aver trattato la funzione presidenziale come una celebrità, Šarec è stato visto come un candidato potenzialmente forte, in grado di attrarre le nuove generazioni di elettori e i simpatizzanti della sinistra politica. Nonostante le critiche, al primo turno delle elezioni Šarec ottenne il 25% dei voti, riuscendo così a sfidare il presidente uscente Pahor al ballottaggio del 12 novembre, in cui perse per poco.
Nel giugno 2018, Šarec ha partecipato alle elezioni parlamentari con la propria Lista di Marjan Šarec. Il partito ha ottenuto il 12,6% dei voti e 13 deputati su 90 seggi, divenendo così il secondo partito più grande dell’Assemblea nazionale. Il 17 agosto 2018 è stato eletto capo dell'esecutivo: il governo Šarec, entrato in carica il successivo 13 settembre, annovera esponenti di Socialdemocratici, Partito del Centro Moderno, Alleanza di Alenka Bratušek e Partito Democratico dei Pensionati della Slovenia.
Il 1º giugno 2022, con la formazione del Governo Golob, è entrato in carica, succedendo a Matej Tonin, come Ministro della difesa, dopo aver ricevuto la fiducia dall’Assemblea nazionale. 
Il a7 giugno 2022, in seguito all’approvazione di una mozione interna al partito, dissolve la Lista di Marjan Šarec per farla confluire in Movimento Libertà.
Il 16 luglio 2024, in seguito alla sua elezione ad europarlamentare, da le dimissioni dal suo incarico ministeriale per poter partecipare alle sedute del Parlamento europeo.